# Addict (série télévisée)
Pour les articles homonymes, voir Addict.
Production
Diffusion
Addict est une série télévisée française réalisée par Didier Le Pêcheur d'après un scénario de Didier Le Pêcheur, Delphine Labouret et Gilles Daniel, et diffusée en Suisse sur RTS 1 à partir du 22 octobre 2022, en Belgique sur RTL tvi à partir du 26 octobre 2022, en France sur TF1 à partir du 27 octobre 2022 et au Québec sur ICI Radio-Canada Télé à partir du 1er août 2023.
Cette fiction est une coproduction de Morgane Production et de TF1,.

## Synopsis
Élodie, Yvan et leurs deux enfants adolescents Chloé et Achille emménagent dans leur nouvelle maison. Leur voisin le plus proche, Bruno, se montre d'emblée très sympathique. Lors du barbecue qu'ils organisent pour fêter leur arrivée et faire connaissance avec les gens du quartier, Bruno leur offre une enceinte connectée.
Mais ce voisin, en apparence si souriant et serviable, est en fait un grand manipulateur. Il espionne la famille par le biais de l'enceinte connectée qu'il leur a offerte, il utilise les services d'une escort-girl, Déborah, pour tenter de piéger Yvan et glisse une petite culotte et un emballage de préservatif dans le divan du couple pour persuader Élodie de l'infidélité de son mari.
Éric, un voisin tenu à l'écart par les gens du quartier, voit clair dans le jeu de Bruno et tente de prévenir Achille, le fils d'Élodie et Yvan…

## Distribution
- Cécile Bois : Élodie Marsais
- Medi Sadoun : Yvan Marsais
- Sagamore Stévenin : Bruno Garanger
- Cécile Rebboah : Fabienne, la sœur d'Élodie
- Aurore Clément : Françoise
- Lorànt Deutsch : Éric, le voisin clairvoyant
- Mylène Jampanoï : Déborah
- Lucie Vagenheim : Chloé, la fille d'Élodie et Yvan
- Louis Duneton : Achille, le fils d'Élodie et Yvan
- Mhamed Arezki : Brahim, le collègue d'Élodie
- Vanessa Liautey : Lucie
- Cyril Couton : Morizot, le marchand de piscines et patron d'Yvan
- Myriam El Ghali-Lang : Shaïma
- Farida Rahouadj : capitaine Leila Mokhrani

Actrices et acteurs de la série
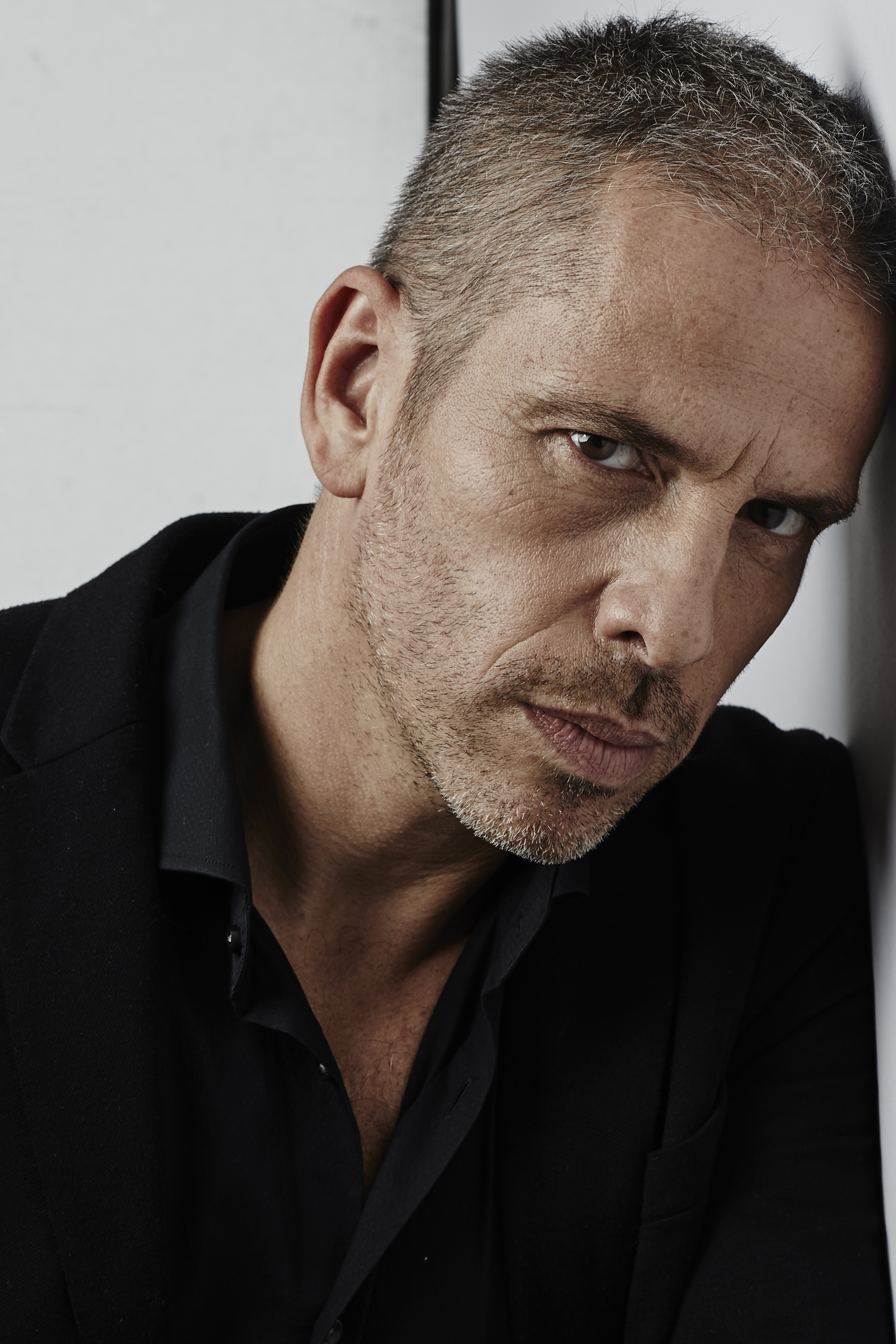
Medi Sadoun.
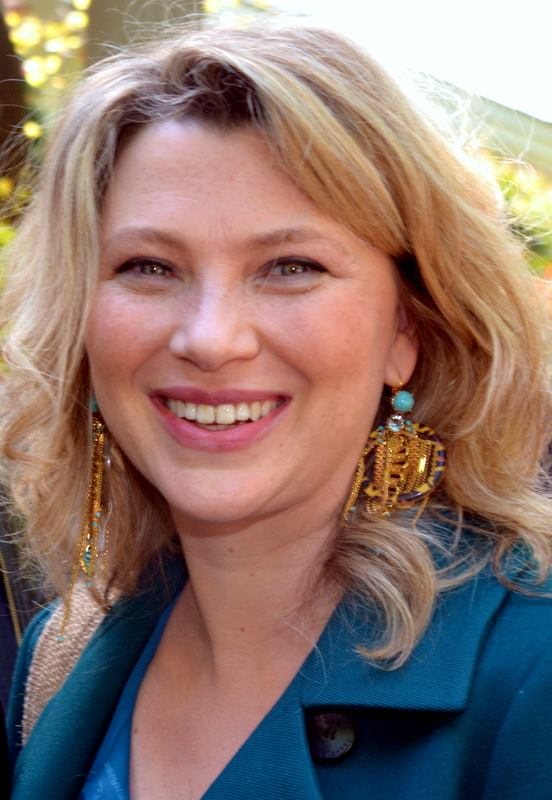
Cécile Bois.
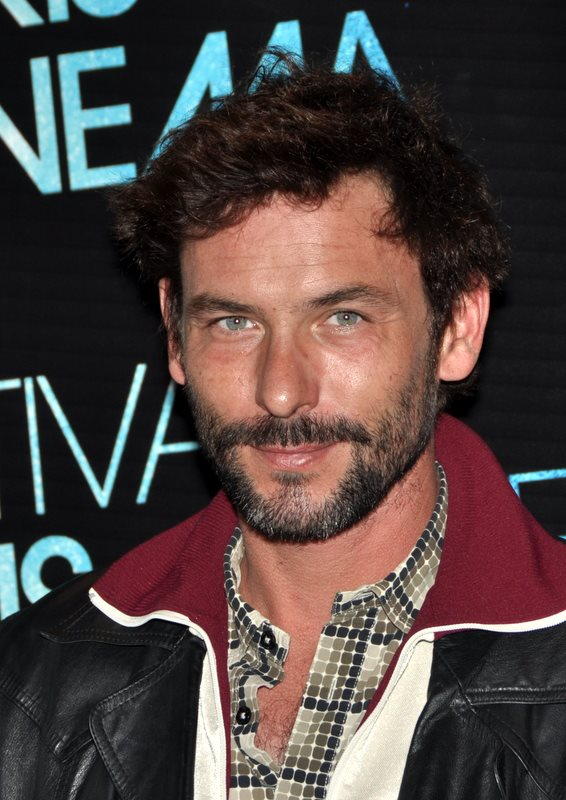
Sagamore Stévenin.
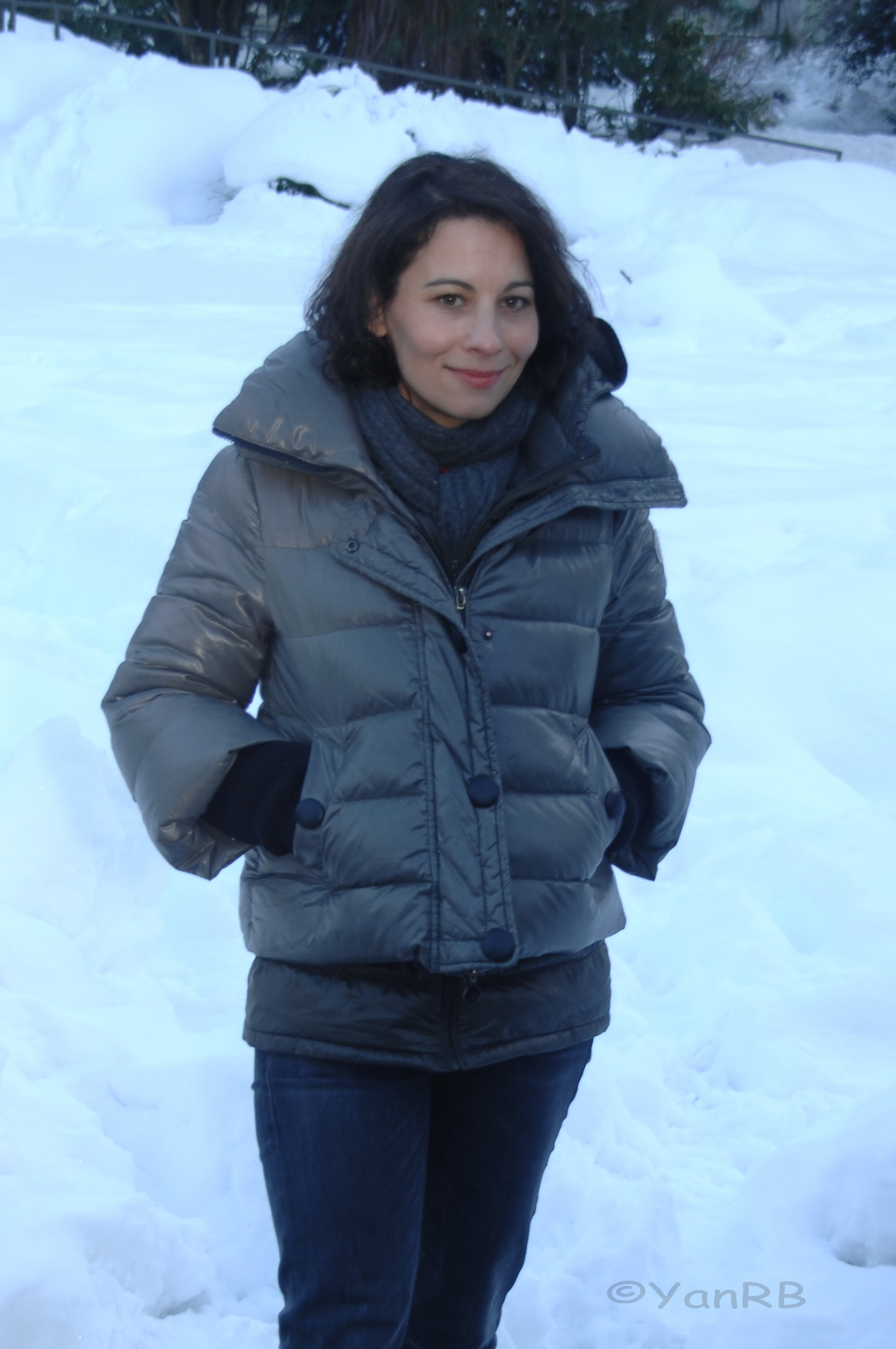
Cécile Rebboah.
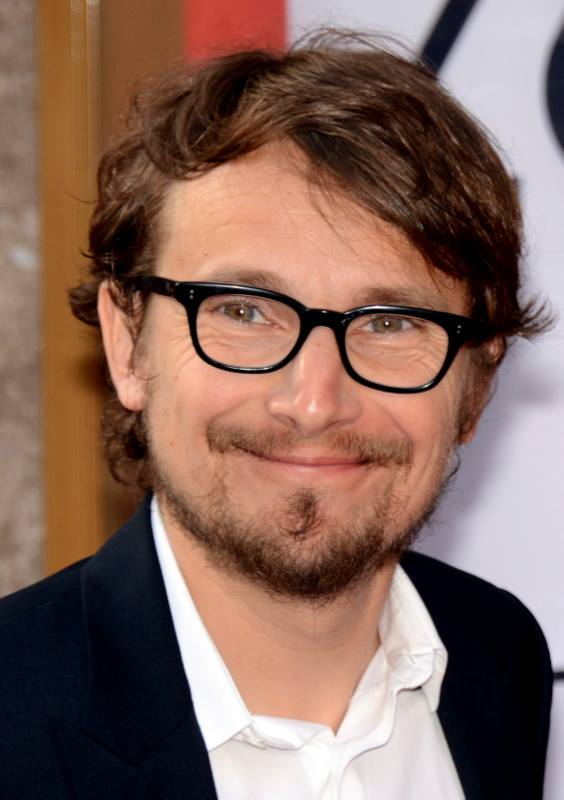
Lorànt Deutsch.
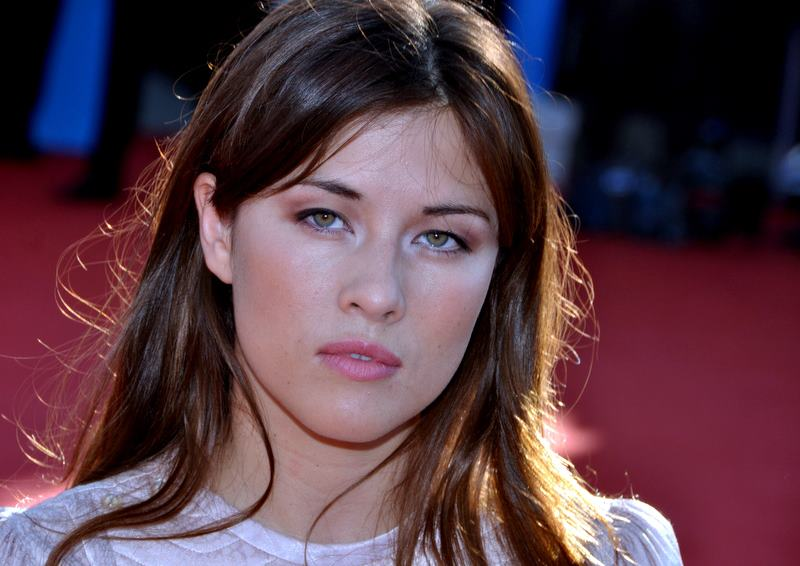
Mylène Jampanoï.

## Production

### Genèse et développement
La série est créée et écrite par Didier Le Pêcheur, Delphine Labouret et Gilles Daniel, et réalisée par Didier Le Pêcheur,,,,,.

### Attribution des rôles
Dans une interview donnée à TF1 et publiée le 4 octobre 2022, Cécile Bois explique : « J'avais envie de travailler avec Didier le Pêcheur depuis longtemps. Nous avions eu des opportunités il y a quelques années mais elles ne s'étaient pas concrétisées. Au fur et à mesure de la lecture des scénarios d'Addict, qu'il a coécrits avec Delphine Labouret, j'ai eu envie d'en découvrir davantage.Même si l'on comprend ce qui est en train de se passer, on se demande comment Élodie peut s'en sortir et quel peut être l'épilogue de cette histoire ».
Elle précise par ailleurs : « Plutôt que de la voir uniquement comme un thriller, j'ai perçu cette histoire d'adultère comme une vraie relation amoureuse à la fois puissante et blessante. Cela a vraiment guidé mon interprétation et le parcours de mon personnage ».
Cécile Bois explique : « J'étais très impatiente de savoir quels seraient mes partenaires de jeu car ce trio a un rôle essentiel et j'étais persuadée que la qualité de la série allait en dépendre ». Parlant de Medi Sadoun qui joue le rôle de son mari Yvan et de Sagamore Stévenin qui tient le rôle de Bruno, l'actrice continue : « Nos premiers échanges à tous les trois ont eu lieu lors d'une lecture en visio car nous étions encore dans une période de vague du Covid. Puis, dès le début du tournage, j'ai rencontré Medi Sadoun. C'est un cœur sur patte ! Un homme d'une extrême humilité, d'une profonde gentillesse, toujours de bonne humeur. Ce fut un camarade absolument merveilleux, explique-t-elle. Sagamore Stévenin nous a rejoints sept semaines après. Un laps de temps très long alors que nous avions beaucoup de scènes communes. Il nous a fallu quelques jours pour trouver nos marques et une vraie harmonie artistique. On a échangé tout au long du tournage sur notre vision des séquences, l'orientation de nos personnages. On s'est beaucoup guidés tous les deux. J'avais de nombreuses scènes d'amour à jouer que j'acceptais pour la première fois. Sagamore et Medi ont été d'un immense respect. Je n'aurais pas pu rêver meilleurs partenaires de jeu ».
Sagamore Stévenin dit de son personnage Bruno : « C'est un vrai psychopathe. Derrière cette façade de mec populaire, il y a quelque chose de plus noir et de plus compliqué. J'ai joué quelques méchants parce que j'adore ça mais on m'avait rarement proposé d'incarner un salaud pareil ! Il va très loin. Il a aussi une soif de contrôle absolu et permanent. Il se donne l'objectif de devenir Dieu pour une personne, ici Elodie. Il n'a aucune barrière morale, seule la finalité compte ». Concernant le tournage des scènes d'intimité avec Cécile Bois, il précise : « On a eu un très bon rapport de boulot ensemble avec Cécile. J'ai essayé d'être le plus protecteur possible avec elle » : « Nos manières de fonctionner sont assez similaires : nous avons besoin de beaucoup travailler en amont, pour qu'il n'y ait pas d'artifices ensuite. Nous sommes donc souvent concentrés sur le plateau et n'avons envie ni de parler ni de blaguer ».

### Tournage
Le tournage de la série se déroule à partir du 7 février 2022 dans le sud de la région Provence-Alpes-Côte d'Azur,, :
- Bouches-du-Rhône : Mallemort (golf), Gémenos, Aix-en-Provence (Palais de justice Verdun et Palais Monclar)[réf. nécessaire]
- Vaucluse : Apt (lycée Charles de Gaulle), Buoux, Sannes (Château de Sannes), Cucuron, Lourmarin, Beaumettes (gendarmerie)[réf. nécessaire]

Parlant du tournage de l'épilogue de la série, l'actrice Cécile Bois explique : « La séquence de l'épilogue sur la relation entre Elodie et Bruno m'a particulièrement marquée. On tournait de nuit et tout était très millimétré. La scène était d'une grande puissance émotionnelle. Je voulais apporter à cette séquence, à la narration proche du thriller, toute la contradiction de mon personnage plongé dans une situation extrême. On a fini vers 5 h du matin. Il a fallu une énergie colossale pour la tourner et pour la prolonger aussi tardivement ».

### Fiche technique
- Titre français : Addict
- Genre : Drame, thriller[9]
- Réalisation : Didier Le Pêcheur[2],[5],[8]
- Scénario : Didier Le Pêcheur, Delphine Labouret et Gilles Daniel[2],[1],[8]
- Musique : Jean-Pierre Taïeb
- Décors : Hervé Leblanc
- Costumes : Nadia Chmilewsky
- Photographie : Raynald Capurro
- Son : Ronald Beauchamp
- Montage : Christine Lucas-Navarro, Patrick Zouzout
- Casting : Frédérique Amand, Julien Grossi
- Production : Gilles Daniel
- Sociétés de production : Morgane Production et TF1[2]
- Pays de production :  France
- Langue originale : français
- Format : couleur
- Nombre de saisons : 1
- Nombre d'épisodes[2],[5],[7] : 6
- Durée : 52 minutes[2],[5],[7],[8]
- Dates de première diffusion :
  - Suisse : 22 octobre 2022 sur RTS 1
  - Belgique : 26 octobre 2022 sur RTL tvi[14],[15]
  - France : 27 octobre 2022 sur TF1[2],[3],[6],[16]

## Accueil

### Audiences et diffusion

#### En Belgique
En Belgique, la série est diffusée les mercredis vers 20 h 30 sur RTL tvi par salve de deux épisodes du 26 octobre au 9 novembre 2022.
| Épisode              | Diffusion                | Diffusion            | Audience moyenne          | Audience moyenne | Réf.   |
| Épisode              | Jour                     | Horaire              | Nombre de téléspectateurs | Classement       | Réf.   |
| -------------------- | ------------------------ | -------------------- | ------------------------- | ---------------- | ------ |
| 1                    | Mercredi 26 octobre 2022 | 20 h 30 - 21 h 25    | 183 273                   | 1re              | [ 17 ] |
| 2                    | Mercredi 26 octobre 2022 | 21 h 25 - 22 h 20    | 183 273                   | 1re              | [ 17 ] |
| 3                    | Mercredi 2 novembre 2022 | 20 h 30 - 21 h 25    | 211 573                   | 1re              | [ 18 ] |
| 4                    | Mercredi 2 novembre 2022 | 21 h 25 - 22 h 20    | 211 573                   | 1re              | [ 18 ] |
| 5                    | Mercredi 9 novembre 2022 | 20 h 30 - 21 h 25    | 161 259                   | 2e               | [ 19 ] |
| 6                    | Mercredi 9 novembre 2022 | 21 h 25 - 22 h 20    | 161 259                   | 2e               | [ 19 ] |
|                      |                          |                      |                           |                  |        |
| Moyenne de la saison | Moyenne de la saison     | Moyenne de la saison | 185 368                   |                  |        |

- Les plus hauts chiffres d'audience
- Les plus bas chiffres d'audience

#### En France
En France, la série est diffusée les jeudis vers 21 h 10 sur TF1, par salve de deux épisodes à partir du 27 octobre 2022,,,.
| Épisode              | Diffusion              | Diffusion            | Audience moyenne          | Audience moyenne                       | Audience moyenne         | Audience moyenne | Réf.   |
| Épisode              | Jour                   | Horaire              | Nombre de téléspectateurs | Part de marché (sur les 4 ans et plus) | Part de marché (FRDA-50) | Classement       | Réf.   |
| -------------------- | ---------------------- | -------------------- | ------------------------- | -------------------------------------- | ------------------------ | ---------------- | ------ |
| 1                    | Jeudi 27 octobre 2022  | 21 h 10 - 22 h 05    | 3 714 000                 | 17,8 %                                 | 18,3 %                   | 1re              | [ 20 ] |
| 2                    | Jeudi 27 octobre 2022  | 22 h 05 - 23 h 00    | 3 162 000                 | 18,6 %                                 | 18,3 %                   | 1re              | [ 20 ] |
| 3                    | Jeudi 3 novembre 2022  | 21 h 10 - 22 h 05    | 3 242 000                 | 16 %                                   | 17,1 %                   | 1re              | [ 21 ] |
| 4                    | Jeudi 3 novembre 2022  | 22 h 05 - 23 h 00    | 2 970 000                 | 18,1%                                  | 17,1 %                   | 1re              | [ 21 ] |
| 5                    | Jeudi 10 novembre 2022 | 21 h 10 - 22 h 05    | 3 299 000                 | 15,8 %                                 | 19,7 %                   | 1re              | [ 22 ] |
| 6                    | Jeudi 10 novembre 2022 | 22 h 05 - 23 h 00    | 3 041 000                 | 17,6 %                                 | 19,7 %                   | 1re              | [ 22 ] |
|                      |                        |                      |                           |                                        |                          |                  |        |
| Moyenne de la saison | Moyenne de la saison   | Moyenne de la saison | 3 238 000                 | 17,3 %                                 | 18,4 %                   | 1re              |        |

- Les plus hauts chiffres d'audience
- Les plus bas chiffres d'audience

### Réception critique
David Hainaut, de l'hebdomadaire belge Moustique, qualifie cette mini-série de captivante. Pour lui, « Addict participe – sans conteste – au renouvellement du genre en France et devrait réveiller les audiences » et il considère que la série « tient toutes ses promesses : histoire, jeu, rythme, climat et surtout, pas mal d'interrogations en marge d'une tension qui monte progressivement ».
Pour Fanny Guillaume, du quotidien belge L'Avenir, « Addict porte fort bien son nom. Si on est un peu décontenancé par le jeu un peu en surface des acteurs, on se fait rapidement avoir par l'ambiance inquiétante mise en place et on veut savoir ce qui va arriver aux protagonistes ».
À l'opposé, sous le titre Addict (2022) : le beau ratage de TF1, Luigi Lattuca du site Bulles de culture se montre sans pitié envers la série : « Archi-prévisible, elle ne restera certainement pas dans les annales. C'est à une interprétation très caricaturale que nous avons affaire en la personne de Sagamore Stévenin pour son personnage de Bruno, le mystérieux nouveau voisin de la famille qui est au centre de la série Addict. Addict voulait qu'on se prenne d'affection pour les personnages, mais c'est complètement raté puisque les scénaristes Didier Le Pêcheur, Delphine Labouret et Gilles Daniel et le réalisateur Didier Le Pêcheur ne semblent pas s'embarrasser de donner la moindre crédibilité ni la moindre substance à leur récit. Portée par des comédiens peu crédibles, des dialogues écrits avec les pieds et une réalisation distraite, Addict sombre dès son premier épisode. Et rien ne vient apporter de sursaut dans les suivants ».